# DUP17Q12
DUP17Q12‏ (None) هوَ بروتين يُشَفر بواسطة جين DUP17Q12 في الإنسان.